# Malta nos Jogos Olímpicos de Verão de 1936
Malta participou dos Jogos Olímpicos de Verão de 1936 em Berlim, na Alemanha.